# Rouillac (commune déléguée)
Pour les articles homonymes, voir Rouillac.
Rouillac est une ancienne commune du Sud-Ouest de la France, située dans le département de la Charente, en région Nouvelle-Aquitaine.
Depuis le 1er janvier 2016, elle a le statut de commune déléguée au sein de la commune nouvelle de Rouillac.

## Géographie

### Localisation et accès
Rouillac est un chef-lieu de canton de l'ouest du département de la Charente situé à 22 km au nord-est de Cognac et 22 km au nord-ouest d'Angoulême, côté rive droite du fleuve Charente.
Rouillac est aussi à 14 km au sud-ouest d'Aigre, 14 km au nord de Jarnac, 35 km au sud-ouest de Ruffec, 40 km de Saint-Jean-d'Angély, 44 km de Saintes, 69 km de Niort, 94 km de La Rochelle, 95 km de Poitiers et 111 km de Bordeaux.
La route principale desservant la commune et le bourg est la D 939, route d'Angoulême à La Rochelle par Saint-Jean-d'Angély, et qui dévie le centre-bourg depuis 1990. Rouillac est aussi au carrefour de la D 736, entre Ruffec et Jarnac, qui mène aussi à Cognac par la D 15 à Sigogne, et la D14 qui va vers Hiersac, Châteauneuf et Barbezieux au sud-est.

### Hameaux et lieux-dits
La commune compte de nombreux hameaux : les Petits Champs à l'est sur la route d'Angoulême, le Breuil au sud, les Villairs à l'ouest sur la route de Jarnac, Les Petits Peux au nord-est du bourg, Bordeville, Fougears, Loret, le Temple, hameau assez important, Feunat, la Gachère, le Boitoux, etc., et le château de Lignères au nord.

### Communes limitrophes
| Anville, Neuvicq-le-Château (Charente-Maritime) | Montigné      | Gourville        |
| Mareuil                                         | Rouillac      | Saint-Cybardeaux |
| Sigogne                                         | Vaux-Rouillac |                  |

Depuis le 1er janvier 2016, la commune Rouillac est limitrophe de Sigogne (par Plaizac), Anville et Neuvicq-le-Château (Charente-Maritime), par Sonneville.

### Géologie et relief
Comme les trois quarts sud et ouest du département de la Charente, la commune de Rouillac est géologiquement située dans le Bassin aquitain. Elle est sur un plateau calcaire du Jurassique supérieur appartenant au Portlandien, avec une petite bande de Kimméridgien sur le versant nord de la vallée de la Nouère et à l'extrême nord-est. Une faille de direction nord-ouest sud-est traverse la commune au nord-est du bourg. La vallée de la Nouère est occupée par des alluvions du Quaternaire,,.
Sur ce sol calcaire pousse le vignoble de cognac des Fins Bois.
Le relief de la commune est celui d'un plateau relativement élevé, avec la tête de la vallée de la Nouère qui le traverse au centre. Le point culminant est à une altitude de 185 m, situé au nord de la commune entre le Temple et le château de Lignères. C'est aussi le point culminant de toute cette région du nord-ouest de la Charente. La bordure méridionale de la commune est aussi occupée par des collines dont les altitudes dépassent 160 m. Le point le plus bas est à 89 m, situé sur la limite occidentale de la commune près de Beaulieu. Le bourg de Rouillac est à environ 100 m d'altitude.

### Hydrographie
La Nouère prend sa source au Temple, au nord-ouest de Rouillac qu'elle contourne, puis son cours est sud-sud-est et elle rejoint la Charente dont elle est un affluent rive droite, juste en aval d'Angoulême, à Linars.
La longueur de son cours d'eau est de 25,8 km.
La partie amont de la Nouère s'appelle la Rivière du Temple, dont la partie près de Rouillac est à sec en été.

### Climat
Comme dans les trois quarts sud et ouest du département, le climat est océanique aquitain, et semblable à celui de la ville de Cognac où est située la station météorologique départementale.
| Mois                              | jan. | fév.  | mars  | avril | mai   | juin  | jui.  | août  | sep.  | oct. | nov. | déc. | année   |
| --------------------------------- | ---- | ----- | ----- | ----- | ----- | ----- | ----- | ----- | ----- | ---- | ---- | ---- | ------- |
| Température minimale moyenne (°C) | 2    | 2,8   | 3,8   | 6,2   | 9,4   | 12,4  | 14,4  | 14    | 12,1  | 8,9  | 4,7  | 2,6  | 7,8     |
| Température moyenne (°C)          | 5,4  | 6,7   | 8,5   | 11,1  | 14,4  | 17,8  | 20,2  | 19,7  | 17,6  | 13,7 | 8,6  | 5,9  | 12,5    |
| Température maximale moyenne (°C) | 8,7  | 10,5  | 13,1  | 15,9  | 19,5  | 23,1  | 26,1  | 25,4  | 23,1  | 18,5 | 12,4 | 9,2  | 17,7    |
| Ensoleillement (h)                | 80   | 103,9 | 153,3 | 184,5 | 204,9 | 239,6 | 276,4 | 248,3 | 199,4 | 159  | 96,8 | 78,8 | 2 024,9 |
| Précipitations (mm)               | 80,4 | 67,3  | 65,9  | 68,3  | 71,6  | 46,6  | 45,1  | 50,2  | 59,2  | 68,6 | 79,8 | 80   | 783,6   |

## Toponymie
Les formes anciennes sont Roliacum [prope Noheriam] ou [super fluvium Noiram] en 852,, Roillaco en 1328, Rolhac, Rolhaco.
L'origine du nom de Rouillac remonterait à un nom de personne gallo-romain Rullius auquel est apposé le suffixe -acum, ce qui correspondrait à Rulliacum, « domaine de Rullius ».

## Histoire

### Antiquité
À l'époque romaine, Rouillac se trouve près d'un axe important, la voie d'Agrippa qui relie Lyon à Saintes, qui passe à un kilomètre au sud de l'église. Rouillac est aussi situé près du sanctuaire gallo-romain des Bouchauds, où l'on trouve le théâtre et des vestiges de thermes.
Dans le cimetière, sous une couche de sarcophages datant du Moyen Âge, a été trouvée une statuette d'Épona, déesse gauloise des chevaux témoignant peut-être aussi de la source toute proche de la Nouère, ainsi que des monnaies romaines. D'autres objets (monnaies, tuiles, sarcophages) trouvés sur la commune témoignent d'un lieu d'habitation relativement important dès cette époque.

### Ancien Régime
Au Moyen Âge, Rouillac était un des 13 archiprêtrés de l'Angoumois. L'église qui date du XIIe siècle, quoique modifiée au fil des siècles, est le seul témoin de ce passé.
Les registres de l'état civil remontent à 1602.
Au XVe siècle, Rouillac était une seigneurie qui appartenait aux Frondebeuf, et dépendait juridiquement de la sénéchaussée de Saintonge. Au tout début du XVIIe siècle, la terre de Rouillac passa entre les mains de Jean de Curzay, qui était aussi seigneur du fief de Boisbreteau, également dans la paroisse. Ce dernier fief passa par mariage en 1609 à la famille de La Porte aux Loups.
Boisauroux était un autre fief de Rouillac, qui appartenait à la fin du XVIe siècle à Jérémie de Barbezières. en 1670, cette terre est passée par mariage à la famille Vallantin, avant d'appartenir au moment de la Révolution à la famille de Frétard.

### Époque contemporaine
Après la Révolution, en 1792, Rouillac devient le centre administratif du canton en remplacement de la commune de Saint-Cybardeaux qui sous l'Ancien Régime avait plus d'importance.
En 1793, la commune du Temple, appelée provisoirement Temple enclave, est formée à partir de sa paroisse. En 1845, les communes du Temple et de Rouillac fusionnent.
Sous le règne de Napoléon III, plus de vingt ans de stabilité politique exceptionnelle vont promouvoir les ventes de cognac et faire la fortune des propriétaires.
La guerre perdue de 1870 va détruire cette belle euphorie et Rouillac comme les autres communes de France va devoir payer l'impôt exceptionnel exigé par les troupes allemandes.
Un malheur n'arrivant jamais seul, en 1874, le phylloxéra détruit en quelques années tout le vignoble et ruine toutes les familles.
L'arrivée des Vendéens en Charente va entraîner un nouvel essor dû à la polyculture : on va créer des prairies à la place des vignes arrachées et l'élevage des vaches laitières va se développer en même temps qu’on replante de nouveaux cépages de vignes plus résistants.
Au carrefour traditionnel de l'ancienne route de Paris à l'Espagne) et de la route royale d'Angoulême à La Rochelle va se greffer un nouveau réseau de communication avec l'implantation de la ligne de chemin de fer à voie métrique du Petit Mairat (du nom du député charentais Paul Mairat), implantée par la compagnie des Chemins de fer économiques des Charentes qui va relier Rouillac à Saint-Angeau et à Jarnac et Segonzac.
Puis en 1889, c'est la Compagnie de chemins de fer départementaux qui construit une seconde gare sur la commune pour la ligne CFD Angoulême - Matha et rapproche Rouillac de Matha ou d'Angoulême. On appelle alors la ligne le Petit Rouillac (CFD) pour la distinguer du Petit Mairat (CFEC).
Irriguée par deux lignes de chemins de fer et deux routes de grande communication, Rouillac développe naturellement son économie commerciale et multiplie son influence sur le canton.

## Administration

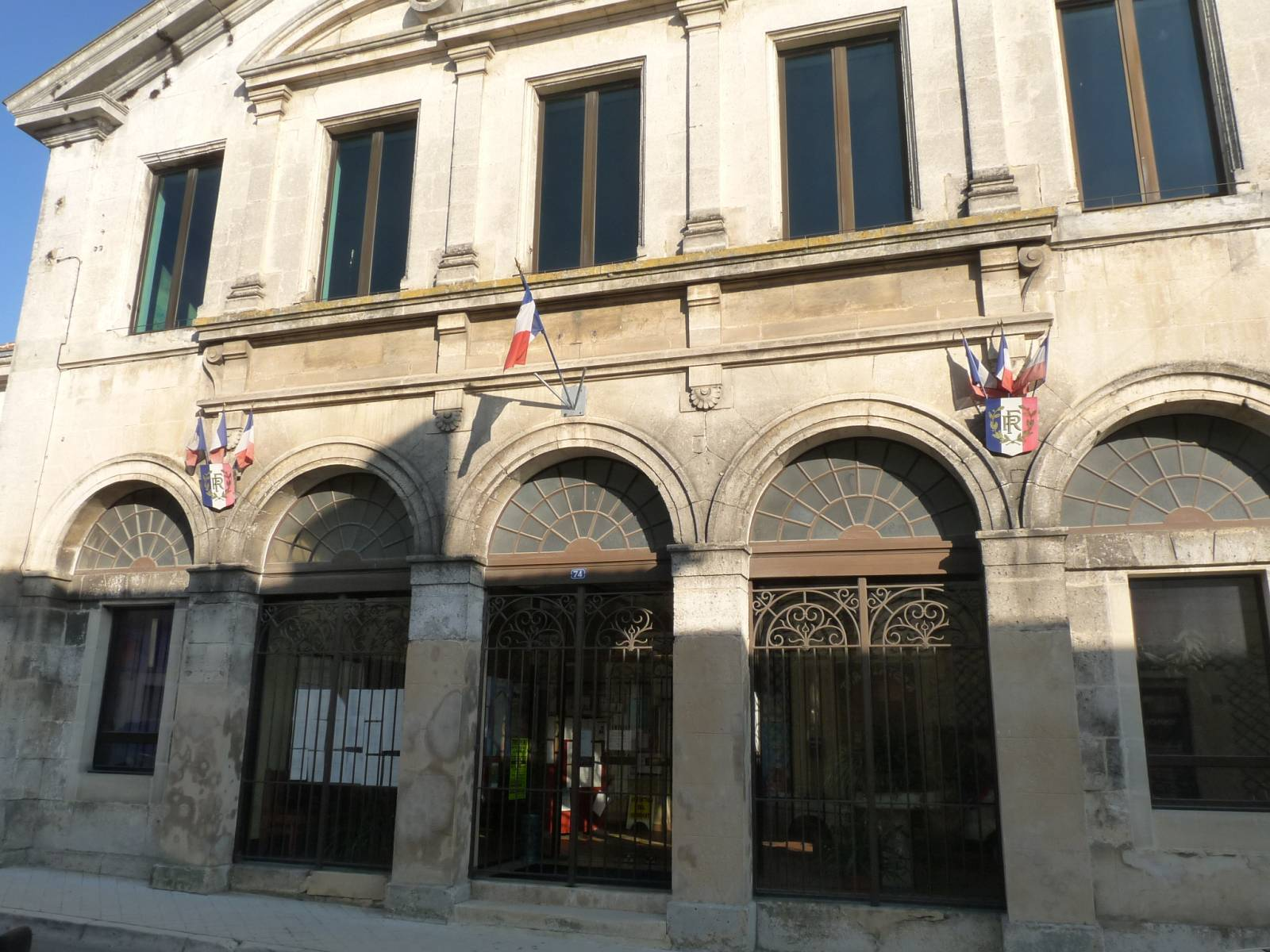
La mairie

| Période                                  | Période  | Identité         | Étiquette | Qualité                |
| ---------------------------------------- | -------- | ---------------- | --------- | ---------------------- |
| janvier 2016                             | mai 2020 | Michel Trainaud  | DVD       | Employé de banque      |
| mai 2020                                 | En cours | Dominique Mancia | SE        | Comptable d’entreprise |
| Les données manquantes sont à compléter. |          |                  |           |                        |

| Période                                  | Période       | Identité        | Étiquette | Qualité                                                |
| ---------------------------------------- | ------------- | --------------- | --------- | ------------------------------------------------------ |
| mars 1977                                | mars 1989     | Claude Mesnard  | UDF-Rad.  | Conseiller général du canton de Rouillac (1976 → 2001) |
| mars 1989                                | mars 2008     | Michel Bastier  | SE        | Médecin retraité                                       |
| mars 2008                                | décembre 2015 | Michel Trainaud | DVD       | Employé de banque                                      |
| Les données manquantes sont à compléter. |               |                 |           |                                                        |

### Commune nouvelle de 2016
Le 1er janvier 2016, Rouillac forme une commune nouvelle en fusionnant l'ancienne commune, Plaizac et Sonneville.

## Démographie

### Évolution démographique
Les habitants de la commune sont appelés les Rouillacais.
L'évolution du nombre d'habitants est connue à travers les recensements de la population effectués dans la commune depuis 1793. À partir du 1er janvier 2009, les populations légales des communes sont publiées annuellement dans le cadre d'un recensement qui repose désormais sur une collecte d'information annuelle, concernant successivement tous les territoires communaux au cours d'une période de cinq ans. 
Pour les communes de moins de 10 000 habitants, une enquête de recensement portant sur toute la population est réalisée tous les cinq ans, les populations légales des années intermédiaires étant quant à elles estimées par interpolation ou extrapolation. Pour la commune, le premier recensement exhaustif entrant dans le cadre du nouveau dispositif a été réalisé en 2006,.
En 2013, la commune comptait 1 908 habitants, en évolution de +8,1 % par rapport à 2009 (Charente : +0,65 %, France hors Mayotte : +2,49 %).
| 1793  | 1800  | 1806  | 1821  | 1831  | 1841  | 1846  | 1851  | 1856  |
| ----- | ----- | ----- | ----- | ----- | ----- | ----- | ----- | ----- |
| 1 146 | 1 168 | 1 184 | 1 436 | 1 470 | 1 913 | 1 982 | 2 088 | 2 057 |

| 1861  | 1866  | 1872  | 1876  | 1881  | 1886  | 1891  | 1896  | 1901  |
| ----- | ----- | ----- | ----- | ----- | ----- | ----- | ----- | ----- |
| 2 327 | 2 438 | 2 344 | 2 198 | 2 117 | 2 100 | 2 085 | 2 073 | 1 994 |

| 1906  | 1911  | 1921  | 1926  | 1931  | 1936  | 1946  | 1954  | 1962  |
| ----- | ----- | ----- | ----- | ----- | ----- | ----- | ----- | ----- |
| 1 939 | 1 858 | 1 671 | 1 667 | 1 594 | 1 603 | 1 605 | 1 540 | 1 582 |

| 1968  | 1975  | 1982  | 1990  | 1999  | 2006  | 2011  | 2013  | - |
| ----- | ----- | ----- | ----- | ----- | ----- | ----- | ----- | - |
| 1 516 | 1 704 | 1 795 | 1 713 | 1 761 | 1 748 | 1 867 | 1 908 | - |

### Pyramide des âges
| Hommes | Classe d’âge | Femmes |
| ------ | ------------ | ------ |
| 1,2    | 90 ans ou +  | 4,8    |
| 8,4    | 75 à 89 ans  | 13,5   |
| 16,8   | 60 à 74 ans  | 14,7   |
| 21,5   | 45 à 59 ans  | 20,0   |
| 20,4   | 30 à 44 ans  | 18,5   |
| 14,4   | 15 à 29 ans  | 14,2   |
| 17,3   | 0 à 14 ans   | 14,2   |

| Hommes | Classe d’âge | Femmes |
| ------ | ------------ | ------ |
| 0,5    | 90 ans ou +  | 1,6    |
| 8,2    | 75 à 89 ans  | 11,8   |
| 15,2   | 60 à 74 ans  | 15,8   |
| 22,3   | 45 à 59 ans  | 21,5   |
| 20,0   | 30 à 44 ans  | 19,2   |
| 16,7   | 15 à 29 ans  | 14,7   |
| 17,1   | 0 à 14 ans   | 15,4   |

### Remarques
Les 1900 habitants ont été dépassés après l'absorption du Temple en 1845 et de ses 288 habitants.
Le maximum de population fut atteint en 1866 avec 2 438 habitants, ce qui faisait alors de Rouillac une petite ville. Le déclin démographique s'est stabilisé depuis les années 1960, et s'est même légèrement inversé.

## Économie

Rouillac, vignoble du Cognac.

### Agriculture
La viticulture occupe une partie de l'activité agricole. La commune est classée dans les Fins Bois, dans la zone d'appellation d'origine contrôlée du cognac.
Certains producteurs vendent cognac, pineau des Charentes et vin de pays à la propriété.

### Commerces et industries
Sa situation centrale sur le territoire du Rouillacais et le rôle moteur joué par sa foire séculaire ont depuis longtemps fait de Rouillac un centre d’activités commerciales, artisanales et agricoles important.
Rouillac possède la diversité des commerces d'une petite ville, de la parfumerie au chausseur, de la boutique de vêtements griffés aux deux supermarchés.
La société  Pernod Ricard S.A. a racheté le château de Lignères, et a installé sur son domaine une usine d'embouteillage moderne.

### Tourisme
Rouillac est également un lieu de prédilection pour les vacanciers qui veulent goûter à la fameuse douceur de vivre charentaise.

## Équipements, services et vie locale

### Enseignement
Le collège d'enseignement secondaire Claudie-Haigneré regroupe 380 élèves de la 6e à la 3e répartis dans 15 classes.
Rouillac possède une école élémentaire comprenant cinq classes, ainsi qu'une école maternelle, Jean-Piveteau.

### Vivre à Rouillac

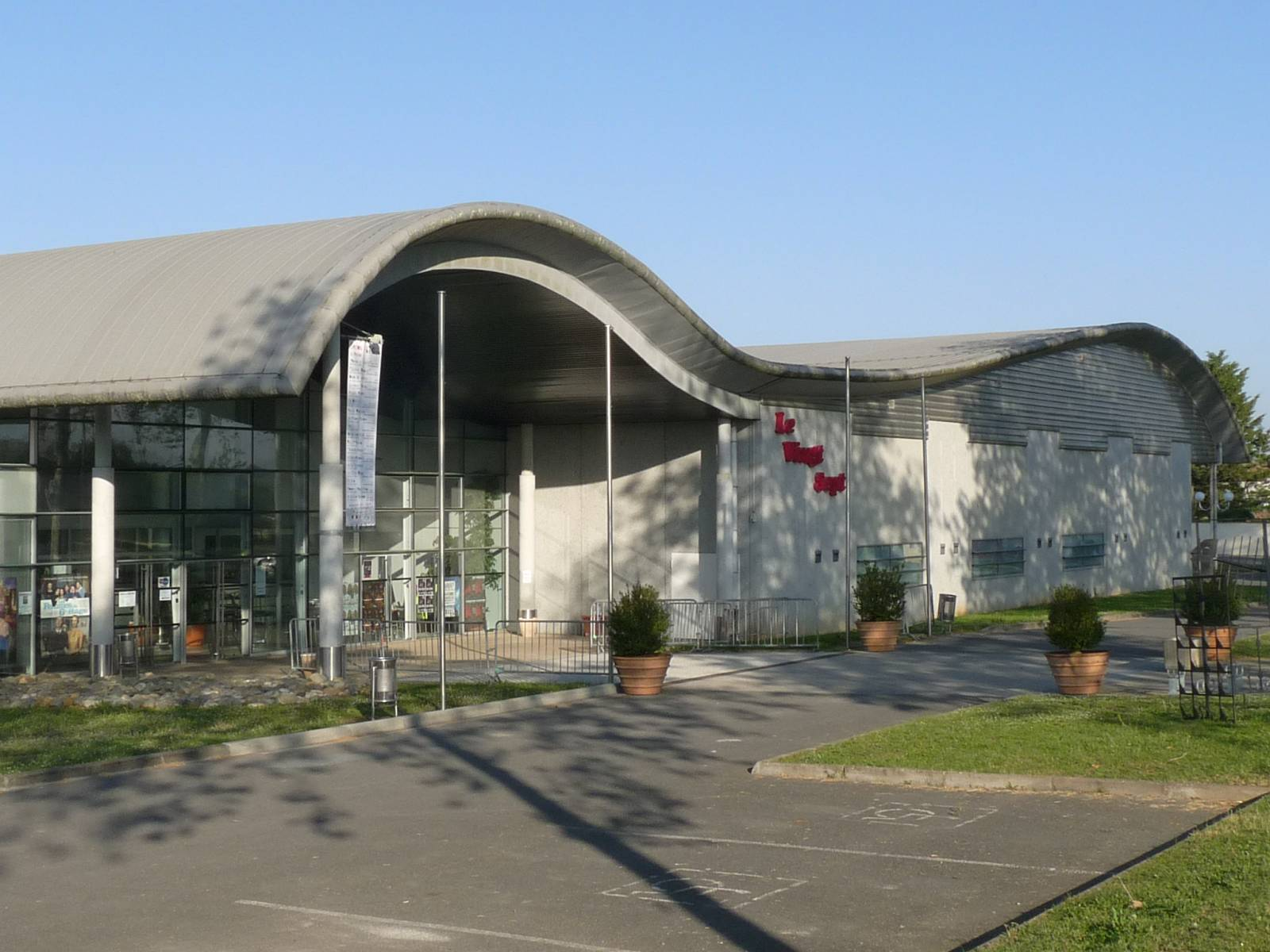
Le "27"

Aujourd’hui la commune connaît un nouveau développement soutenu par une politique d’innovation et la création d’équipements culturels et de services uniques en Charente. Le 27 est un centre culturel comme peu de zones rurales en possèdent. 
Le bâtiment abrite une médiathèque intercommunale, une école de musique, un lieu d'exposition, un auditorium de 320 places, et une grande salle polyvalente.
De nombreux artistes renommés viennent s'y produire comme Jacques Higelin, Élie Semoun, Sinsemilia ou encore Hubert-Félix Thiéfaine.
Une vie associative forte et variée font de Rouillac une commune au tissu social préservé.

### Foires et marchés

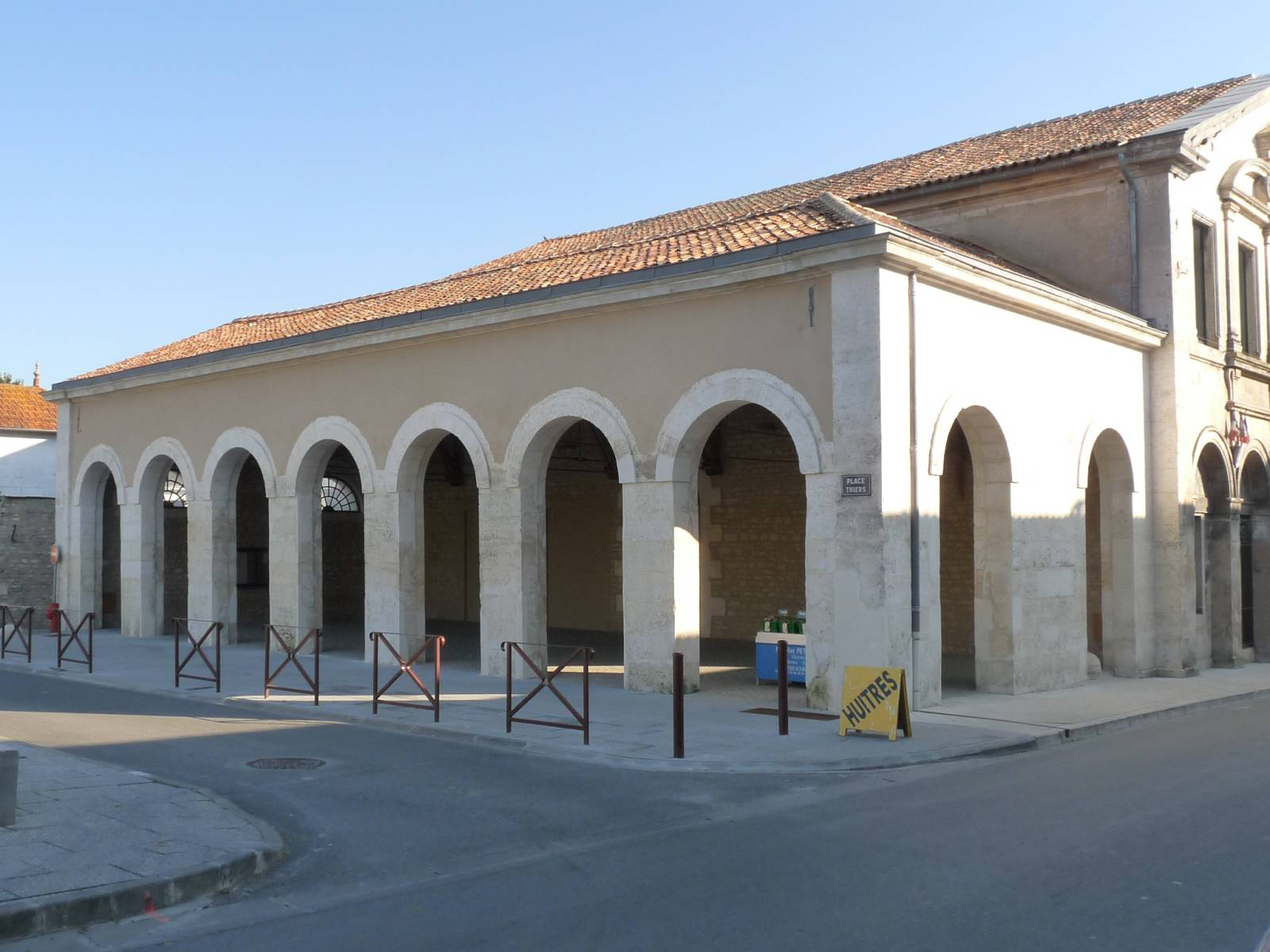
La halle centrale

La foire, tenue le 27 de chaque mois, a une importance régionale.

## Culture locale et patrimoine

### Lieux et monuments

#### Patrimoine religieux
L'église paroissiale Saint-Pierre, jadis siège d'un des 13 archiprêtrés du diocèse d'Angoulême, en croix latine, dont le chevet s'appuie à l'ancienne route nationale.
Plusieurs fois remaniée et restaurée au cours des âges, elle eut beaucoup à souffrir des protestants, qui démolirent le clocher, les voûtes de la nef et des croisillons, cette église remonte au XIIe siècle. Elle a conservé de sa première construction une belle abside, ornée de cinq grandes arcatures extérieures, qui sont séparées par des pilastres s'élevant jusqu'à l'entablement.
Elle est surmontée d'une belle tour romane octogone sur base rectangulaire à deux étages. Cette tour se termine par une corniche ornée de modillons ; il semble probable qu'à l'origine, une flèche conique en pierre couronnait ce clocher.
Elle est classée monument historique depuis 1910,,.

L'église Saint-Pierre
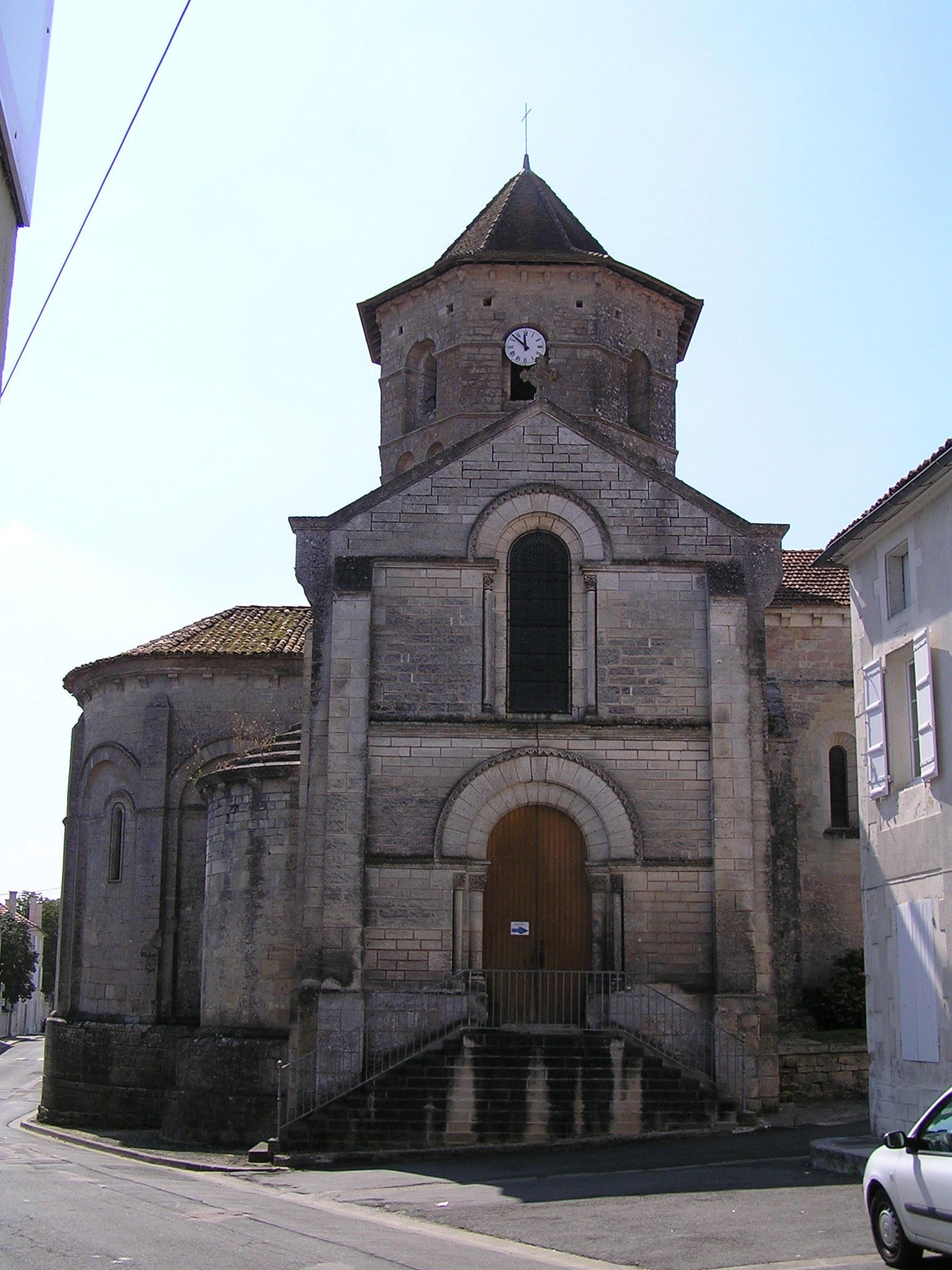
La façade
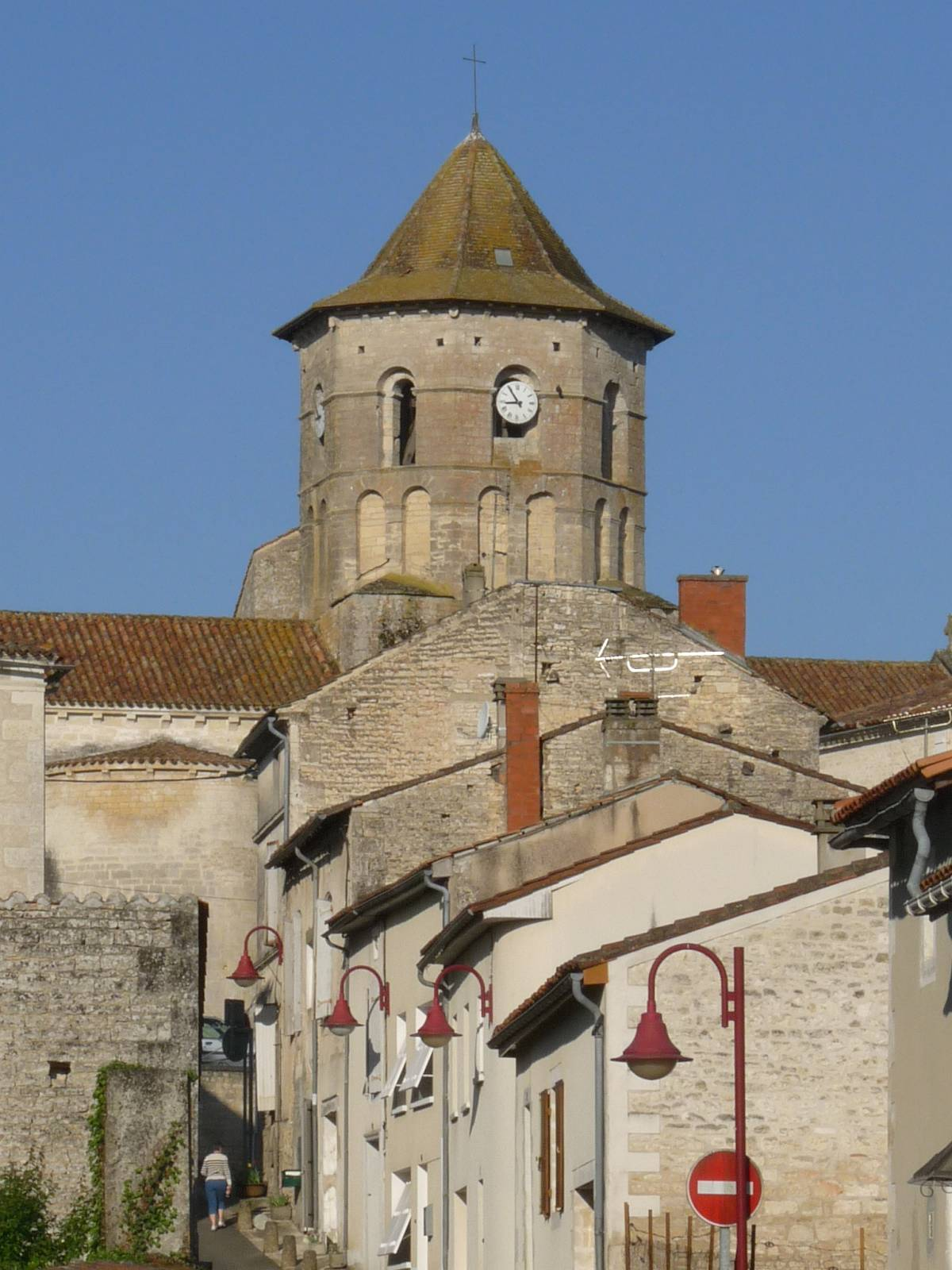
Le clocher
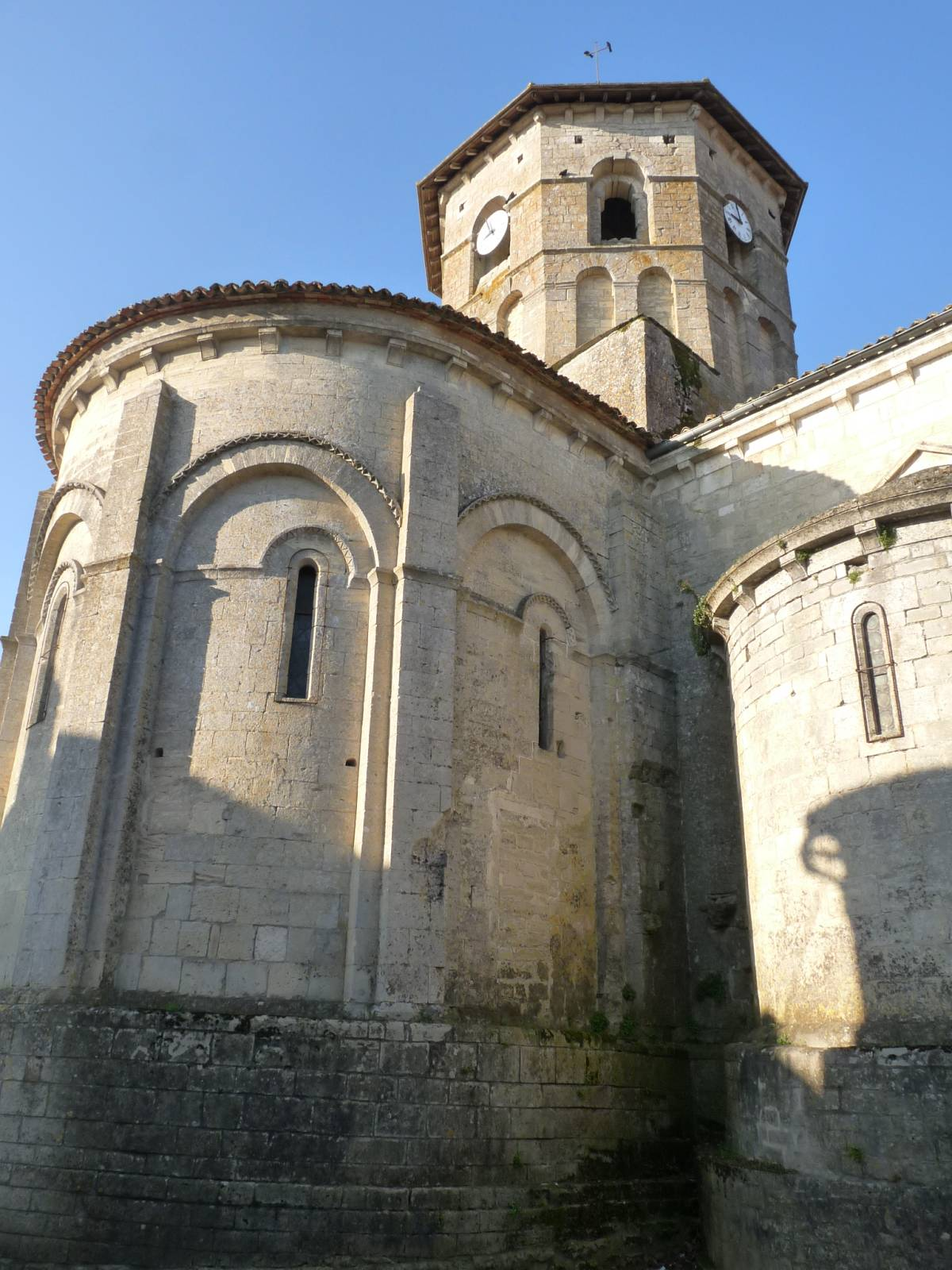
L'abside
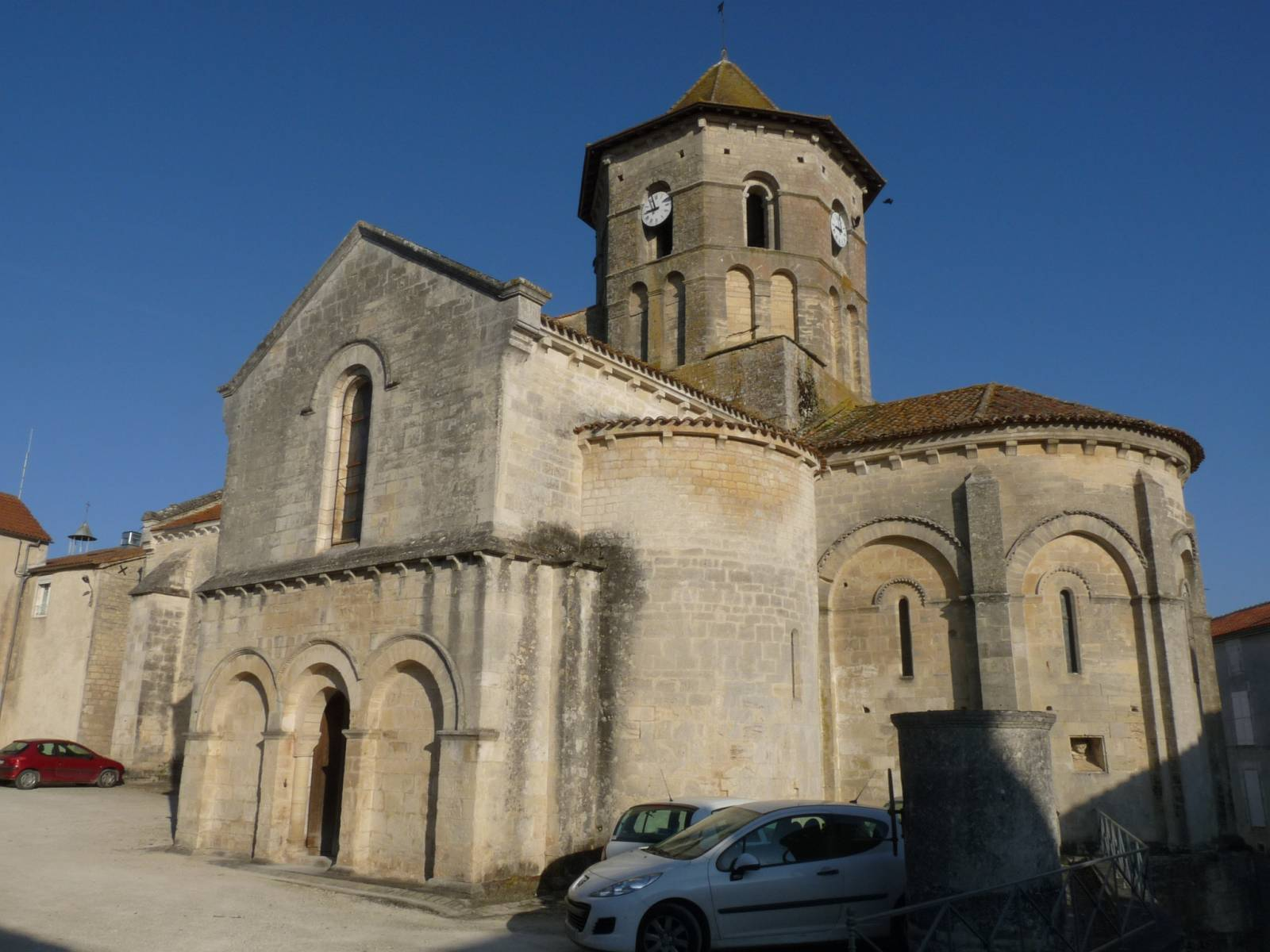
L'arrière

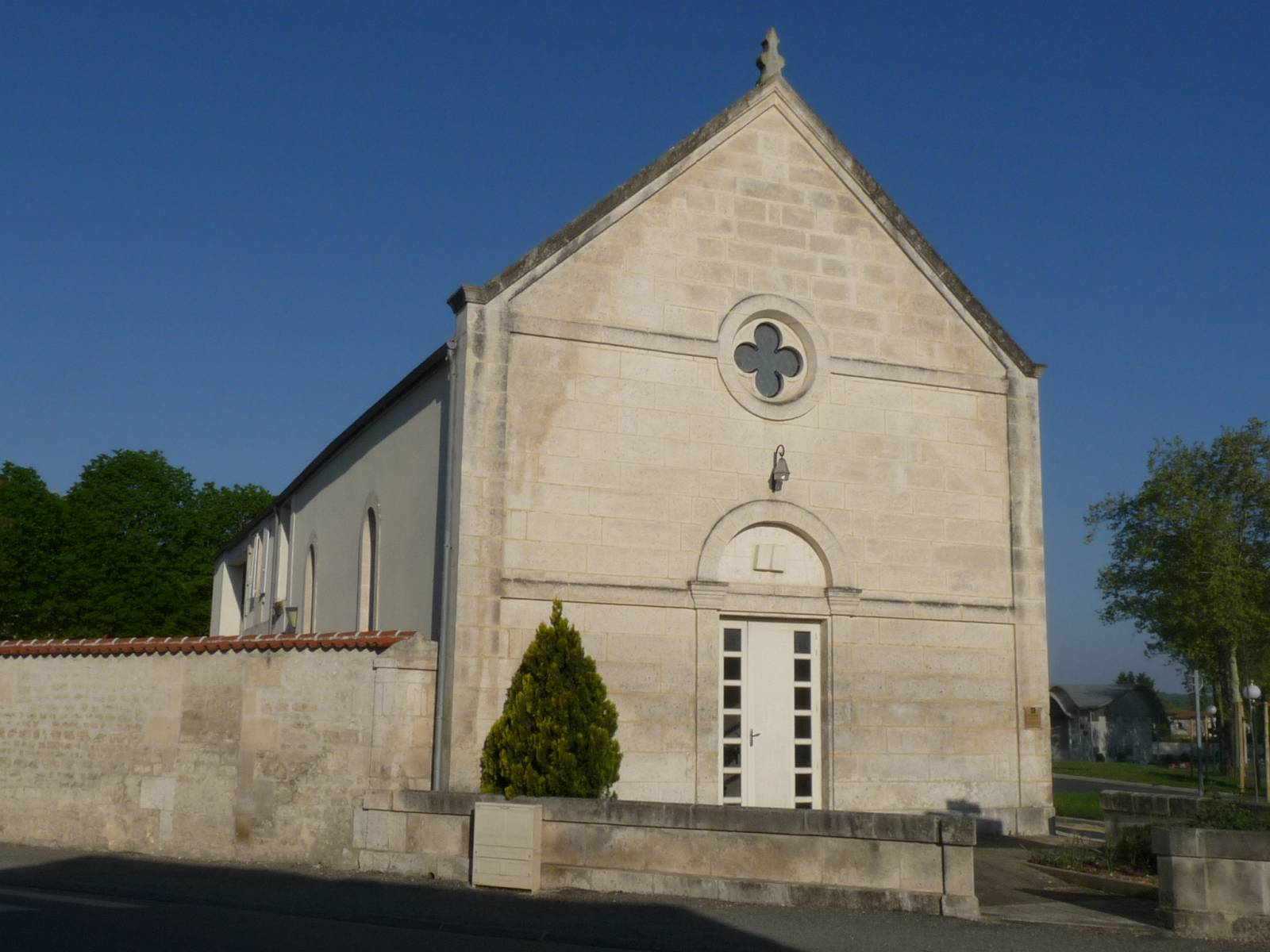
Le temple

Rouillac possède aussi un temple, témoin de l'importante présence protestante dans la région. Cependant, ce temple n'est plus aujourd'hui destiné au culte, mais il abrite le siège de la Communauté de communes du Rouillacais.

#### Patrimoine civil
Rouillac possède un intéressant patrimoine bâti :
Le château de Lignères est sur le territoire de Rouillac.
Ce château a vu le tournage d'une partie du film Bang-Bang du réalisateur Serge Piollet avec Sheila.
Le logis de Boisbreteau, était le siège du seigneur de Rouillac avant la Révolution.
Un peu partout, dans les nombreux hameaux autour de Rouillac, l’architecture rurale charentaise se dévoile avec ses hauts murs, ses chais et les portails ouvragés, signes extérieurs de la richesse des propriétés agricoles.

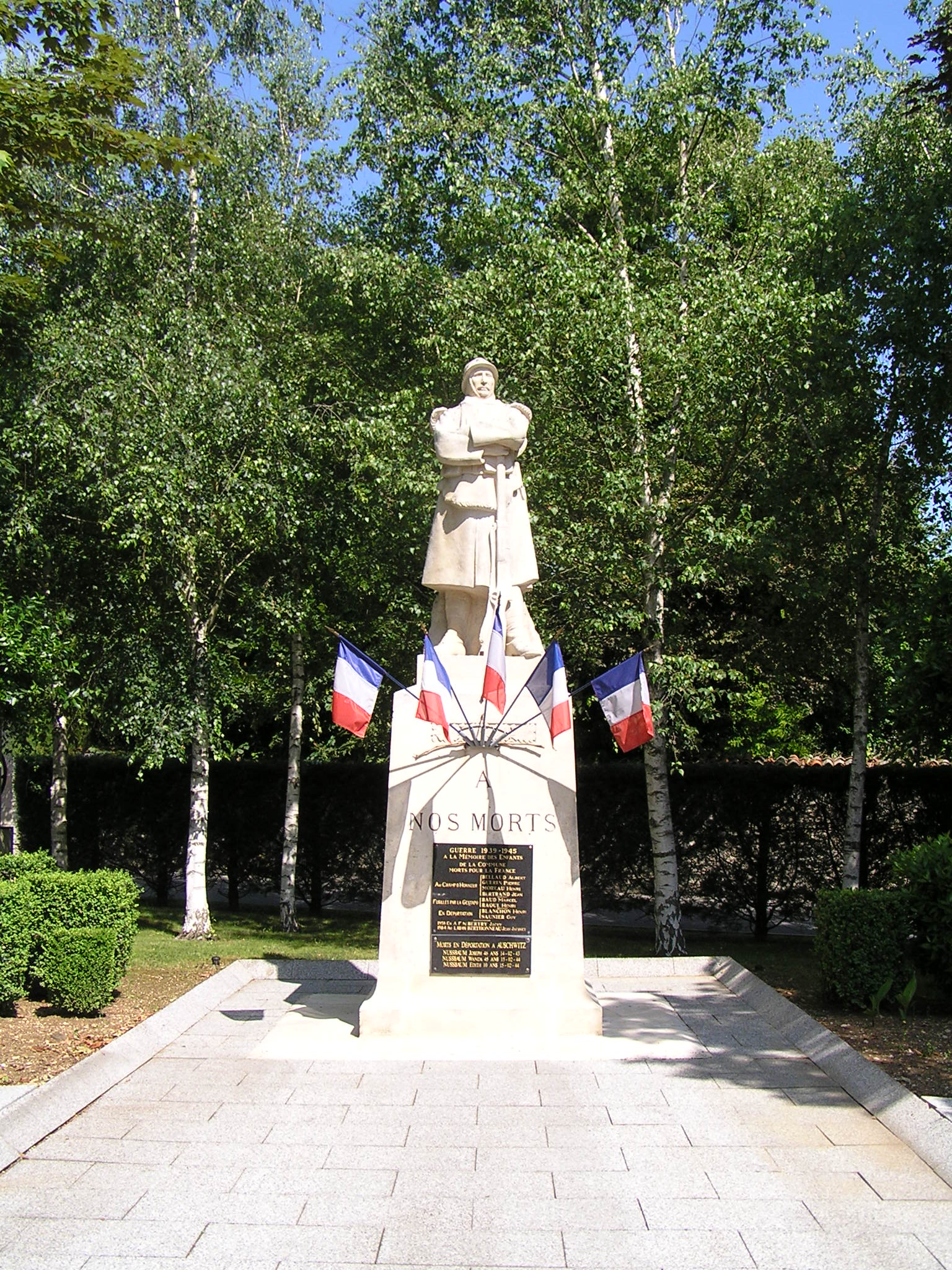
Le monument aux morts
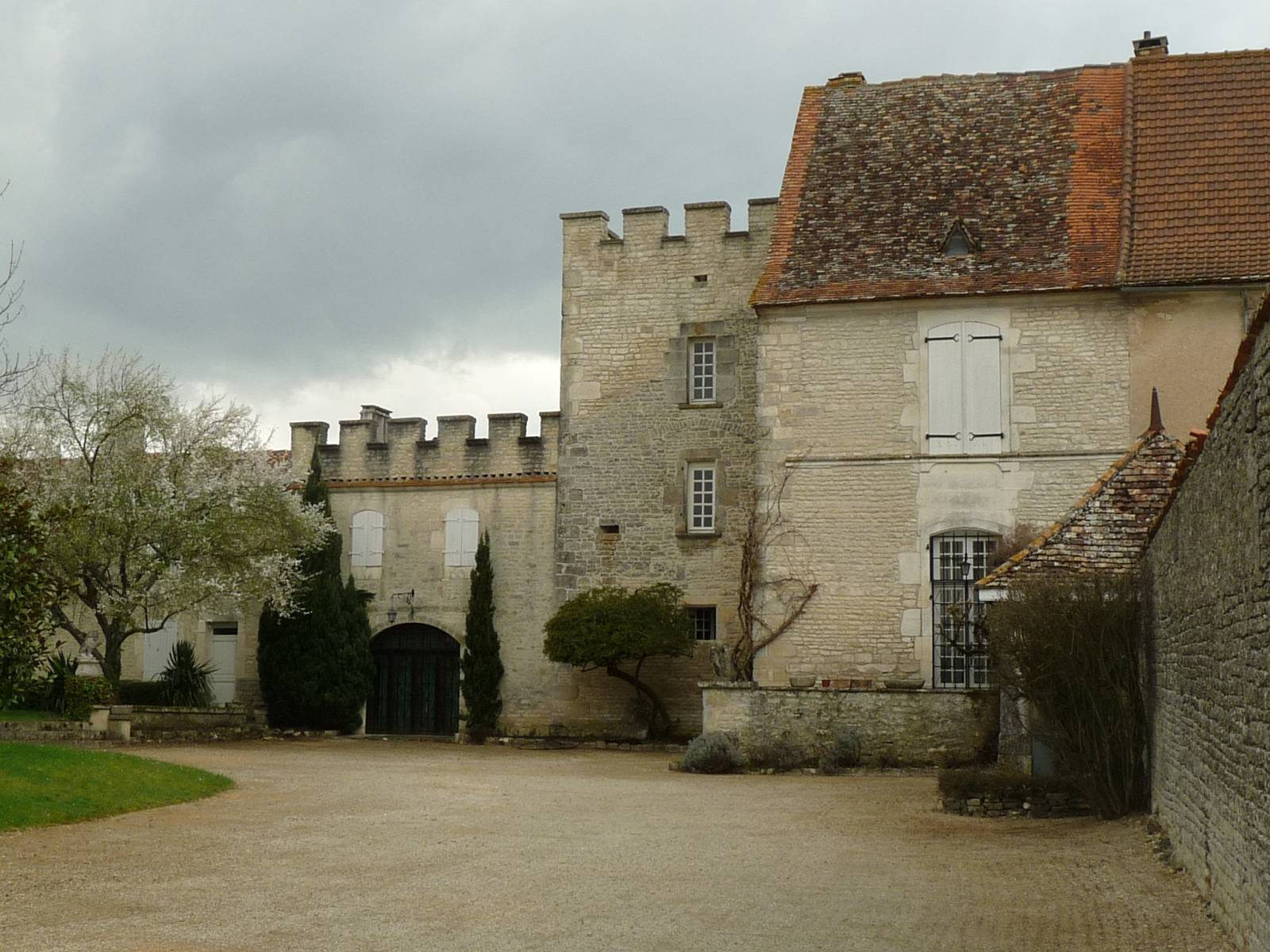
Logis de Boisbreteau
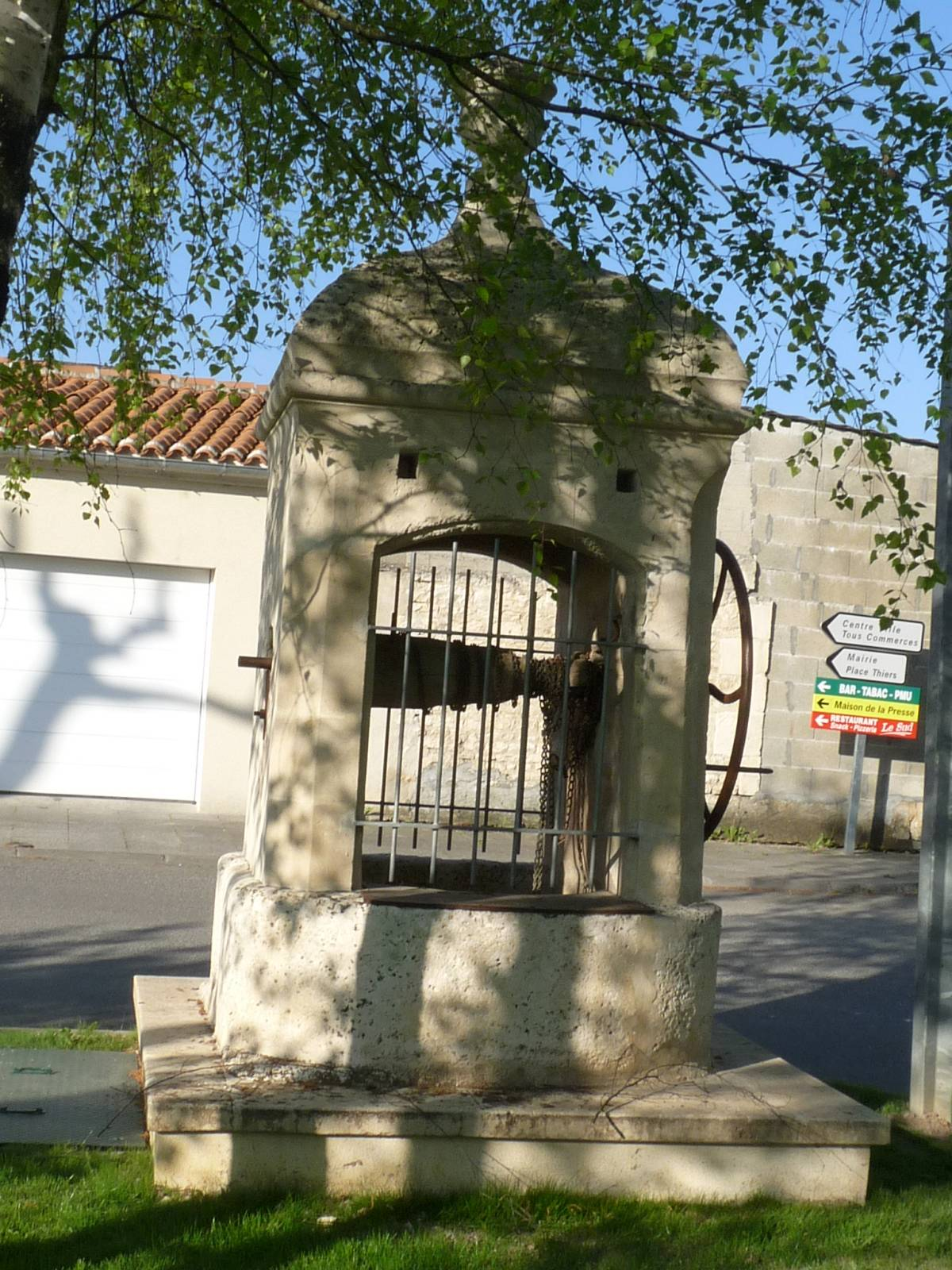
Puits, place Thiers

### Personnalités liées à la commune
- Jean Piveteau (1899-1991), paléontologue, membre de l'Institut - né à Rouillac
- Le président Jacques Chirac a prononcé un discours devant les maires de Charente le 21 septembre 2000 à Rouillac.

### Héraldique
| Blason | Blasonnement : Deux écus accolés : 1) d’argent fretté de dix huit pièces de gueules, au franc quartier d’azur 2) de gueules fretté de dix huit pièces d’argent. |